# FM-ligan i ishockey 2004/2005
FM-ligan i ishockey 2004–2005 var FM-ligans 30. säsong. Kärpät vann mästerskapet för andra året i rad. Från Mestis steg KalPa upp för att spela i serien följande säsong.

## Grundserien
| Lag      | Matcher | Vinster | Oavgjorda | Förluster | Vinster på övertid | Gjorda mål | Insläppta mål | Målskillnad | Poäng |
| -------- | ------- | ------- | --------- | --------- | ------------------ | ---------- | ------------- | ----------- | ----- |
| Kärpät   | 56      | 35      | 11        | 10        | 5                  | 190        | 122           | +68         | 121   |
| Jokerit  | 56      | 34      | 7         | 15        | 4                  | 163        | 96            | +67         | 113   |
| HPK      | 56      | 24      | 19        | 13        | 17                 | 196        | 128           | +68         | 108   |
| HIFK     | 56      | 29      | 12        | 15        | 5                  | 162        | 116           | +46         | 104   |
| Lukko    | 56      | 28      | 10        | 18        | 4                  | 152        | 130           | +22         | 98    |
| TPS      | 56      | 22      | 18        | 16        | 8                  | 146        | 142           | +4          | 92    |
| Ilves    | 56      | 22      | 14        | 20        | 6                  | 164        | 179           | -15         | 86    |
| JYP      | 56      | 23      | 9         | 24        | 2                  | 147        | 148           | -1          | 80    |
| Tappara  | 56      | 17      | 14        | 25        | 8                  | 151        | 172           | -21         | 73    |
| Ässät    | 56      | 15      | 14        | 27        | 8                  | 140        | 178           | -38         | 67    |
| Blues    | 56      | 15      | 11        | 30        | 5                  | 139        | 159           | -20         | 61    |
| SaiPa    | 56      | 11      | 12        | 33        | 7                  | 145        | 195           | -50         | 52    |
| Pelicans | 56      | 7       | 13        | 36        | 3                  | 100        | 230           | -130        | 37    |

## Slutspel
|  | Kvartsfinaler   | Kvartsfinaler   |                 |                 | Semifinaler   | Semifinaler |          |    | Final      | Final      |
|  | 0               | 0               | 0               | 0               | 0             | 0           | 0        | 0  | 0          | 0          |
|  | 18. - 25.3.2005 | 18. - 25.3.2005 | 0               | 0               |               |             | 0        | 0  |            |            |
|  | 18. - 25.3.2005 | 18. - 25.3.2005 | 0               | 0               |               |             | 0        | 0  |            |            |
|  | 0Kärpät         | 04              | 0               | 0               |               |             | 0        | 0  |            |            |
|  | 0Kärpät         | 04              | 0               | 0               | 1. - 5.4.2005 |             | 0        | 0  |            |            |
|  | 0Tappara        | 01              | 0               | 0               |               |             | 0        | 0  |            |            |
|  | 0Tappara        | 01              | 0               | 0               | 0Kärpät       | 03          | 0        | 0  |            |            |
|  | 23. - 25.3.2005 |                 | 0               | 0               | 0Kärpät       | 03          | 0        | 0  |            |            |
|  | 0               | 0Lukko          | 0               | 0               | 0             |             |          | 0  |            |            |
|  | 0               | 0Lukko          | 0               | 0               | 0             | 0Jokerit    | 04       | 0  |            |            |
|  | 0               |                 | 0               | 12. - 17.4.2005 | 0             | 0Jokerit    | 04       | 0  |            |            |
|  | 0               | 0Ilves          | 01              | 0               | 0             |             |          | 0  |            |            |
|  | 0               | 0Ilves          | 01              | 0               | 0             | 0Kärpät     | 03       | 0  |            |            |
|  | 0               | 23. - 27.3.2005 |                 | 0               | 0             | 0Kärpät     | 03       | 0  |            |            |
|  | 0               | 0               | 0Jokerit        | 0               | 0             | 01          |          |    |            |            |
|  | 0               | 0               | 0Jokerit        | 0               | 0             | 01          | 0HPK     | 04 |            |            |
|  | 0               | 0               | 1. - 5.4.2005   | 0               | 0             |             | 0HPK     | 04 |            |            |
|  | 0               | 0               | 0TPS            | 02              | 0             | 0           |          |    |            |            |
|  | 0               | 0               | 0TPS            | 02              | 0             | 0           | 0Jokerit | 03 | Bronsmatch | Bronsmatch |
|  | 0               | 0               | 23. - 24.3.2005 |                 | 0             | 0           | 0Jokerit | 03 | Bronsmatch | Bronsmatch |
|  | 0               | 0               | 0HPK            | 0               | 0             | 0           |          |    |            |            |
|  | 0               | 0               | 0HPK            | 0               | 0             | 0           | 0HIFK    | 01 | 0HPK       | 01         |
|  | 0               | 0               |                 |                 | 0             | 0           | 0HIFK    | 01 | 0HPK       | 01         |
|  | 0               | 0               | 0Lukko          | 04              | 0             | 0           | 0Lukko   | 0  |            |            |
|  | 0               | 0               | 0Lukko          | 04              | 0             | 0           | 0Lukko   | 0  |            |            |
|  |                 |                 |                 |                 |               |             |          |    | 8.4.2005   |            |
|  |                 |                 |                 |                 |               |             |          |    |            |            |

### Spelsätt
Slutspelet spelas så att de sex första är automatiskt kvalificerade till kvartsfinal och lagen på platserna 7-10 får kvala till en plats i kvartsfinalerna, kvalet spelas i bäst av 3. Kvartsfinalerna spelas i bäst av 7 och de andra finalerna spelas i bäst av 5. Bronsmatchen är endast en match.

### Slutspelets kvalomgång
| Ilves - Ässät                            | Ilves - Ässät | Ilves - Ässät | Ilves - Ässät |
| ---------------------------------------- | ------------- | ------------- | ------------- |
| 12 mars                                  | Ilves         | Ässät         | 3-1           |
| 14 mars                                  | Ässät         | Ilves         | 1-4           |
| Ilves till kvartsfinal med 2-0 i segrar. |               |               |               |

| JYP - Tappara                          | JYP - Tappara | JYP - Tappara | JYP - Tappara |
| -------------------------------------- | ------------- | ------------- | ------------- |
| 12 mars                                | JYP           | Tappara       | 6-4           |
| 14 mars                                | Tappara       | JYP           | 1-0           |
| 14 mars                                | JYP           | Tappara       | 0-4           |
| JYP till kvartsfinal med 2-1 i segrar. |               |               |               |

### Kvartsfinaler
| Kärpät - Tappara                        | Kärpät - Tappara | Kärpät - Tappara | Kärpät - Tappara |
| --------------------------------------- | ---------------- | ---------------- | ---------------- |
| 18 mars                                 | Kärpät           | Tappara          | 2-0              |
| 19 mars                                 | Tappara          | Kärpät           | 2-3              |
| 22 mars                                 | Kärpät           | Tappara          | 0-1              |
| 23 mars                                 | Tappara          | Kärpät           | 1-5              |
| 25 mars                                 | Kärpät           | Tappara          | 6-2              |
| Kärpät till semifinal med 4-1 i segrar. |                  |                  |                  |

| Jokerit - Ilves                          | Jokerit - Ilves | Jokerit - Ilves | Jokerit - Ilves |
| ---------------------------------------- | --------------- | --------------- | --------------- |
| 18 mars                                  | Jokerit         | Ilves           | 5-2             |
| 20 mars                                  | Ilves           | Jokerit         | 3-2             |
| 22 mars                                  | Jokerit         | Ilves           | 7-1             |
| 24 mars                                  | Ilves           | Jokerit         | 1-3             |
| 25 mars                                  | Jokerit         | Ilves           | 4-1             |
| Jokerit till semifinal med 4-2 i segrar. |                 |                 |                 |

| HPK - TPS                            | HPK - TPS | HPK - TPS | HPK - TPS |
| ------------------------------------ | --------- | --------- | --------- |
| 18 mars                              | HPK       | TPS       | 3-2       |
| 19 mars                              | TPS       | HPK       | 3-2       |
| 22 mars                              | HPK       | TPS       | 4-1       |
| 23 mars                              | TPS       | HPK       | 3-2       |
| 25 mars                              | HPK       | TPS       | 4-3       |
| 27 mars                              | TPS       | HPK       | 0-3       |
| HPK till semifinal med 4-2 i segrar. |           |           |           |

| HIFK - Lukko                           | HIFK - Lukko | HIFK - Lukko | HIFK - Lukko |
| -------------------------------------- | ------------ | ------------ | ------------ |
| 17 mars                                | HIFK         | Lukko        | 2-3          |
| 18 mars                                | Lukko        | HIFK         | 3-0          |
| 21 mars                                | HIFK         | Lukko        | 2-0          |
| 22 mars                                | Lukko        | HIFK         | 2-0          |
| 24 mars                                | HIFK         | Lukko        | 2-5          |
| Lukko till semifinal med 4-1 i segrar. |              |              |              |

### Semifinaler
| Kärpät - Lukko                      | Kärpät - Lukko | Kärpät - Lukko | Kärpät - Lukko |
| ----------------------------------- | -------------- | -------------- | -------------- |
| 1 april                             | Kärpät         | Lukko          | 3-0            |
| 2 april                             | Lukko          | Kärpät         | 1-3            |
| 5 april                             | Kärpät         | Lukko          | 4-3            |
| Kärpät till final med 3-0 i segrar. |                |                |                |

| Jokerit - HPK                        | Jokerit - HPK | Jokerit - HPK | Jokerit - HPK |
| ------------------------------------ | ------------- | ------------- | ------------- |
| 1 april                              | Jokerit       | HPK           | 5-3           |
| 2 april                              | HPK           | Jokerit       | 2-3           |
| 5 april                              | Jokerit       | HPK           | 4-1           |
| Jokerit till final med 3-0 i segrar. |               |               |               |

### Bronsmatch
| HPK - Lukko       | HPK - Lukko | HPK - Lukko | HPK - Lukko |
| ----------------- | ----------- | ----------- | ----------- |
| 8 april           | HPK         | Lukko       | 4-3         |
| HPK vann bronset. |             |             |             |

### Final
| Kärpät - Jokerit                           | Kärpät - Jokerit | Kärpät - Jokerit | Kärpät - Jokerit |
| ------------------------------------------ | ---------------- | ---------------- | ---------------- |
| 12 april                                   | Kärpät           | Jokerit          | 3-2              |
| 14 april                                   | Jokerit          | Kärpät           | 1-2              |
| 15 april                                   | Kärpät           | Jokerit          | 1-2              |
| 17 april                                   | Jokerit          | Kärpät           | 0-2              |
| Kärpät vann mästerskapet med 3-1 i segrar. |                  |                  |                  |